# El Argamasón
El Argamasón es una localidad y pedanía española perteneciente al municipio de Carboneras, en la provincia de Almería, comunidad autónoma de Andalucía. Está situada en la parte meridional de la comarca del Levante Almeriense, dentro del parque natural del Cabo de Gata-Níjar. La localidad se encuentra a 9,8 km de Carboneras y a 52,2 km de la capital de la provincia, Almería, por la autovía A-7. 

## Demografía
Su población en 2021 era de 142 habitantes, de los que 82 eran hombres y 60 mujeres.

## Servicios públicos
El Argamasón cuenta con un salón social municipal y con un consultorio auxiliar para asistencia médica periódica.

## Cultura

### Fiestas
Las fiestas de la pedanía se celebran el primer domingo de septiembre en honor a la Virgen del Carmen.

## Deportes

### Senderos
En esta localidad se puede disfrutar del sendero señalizado por el río Alías, que resulta destacado por discurrir por casi el único río que tiene agua en superficie, aunque sea escasa, dentro del Parque Natural Cabo de Gata-Níjar. En el mismo se encuentran dos molinos que trataban de utilizar este recurso para generar energía. El paisaje se completa con llamativas formas provocadas por la erosión en el cauce. La vegetación se compone de lentiscos, cañaverales y carrizales.